# Acacia mucronata
Acacia mucronata är en ärtväxtart som beskrevs av Wendl. Acacia mucronata ingår i släktet akacior, och familjen ärtväxter.

## Underarter
Arten delas in i följande underarter:
- A. m. dependens
- A. m. longifolia
- A. m. mucronata